# Sweet people
«Sweet people» (укр. Дорогі люди) — пісня української співачки Олени Кучер, більш відомою за псевдонімом «Alyosha», з якою вона представила Україну на Пісенному конкурсі Євробачення 2010, що проходив в Осло, Норвегія, де посіла десяте місце.

## Відеокліп
Зйомки відеокліпу тривали з 19 по 21 квітня 2010 року. Перші два дні відео знімали на покинутому хімічному заводі «Радикал», у Києві, останній — у Чорнобилі.
Одній з українських газет, продюсер співачки Вадим Лисиця, повідомив:

Спочатку весь кліп ми хотіли знімати в Прип'яті. Але дізналися, що там настільки сильний фон радіації, що понад п'ять годин працювати там просто небезпечно. Звичайно, за цей час багато не знімеш, тому ми вирішили пошукати локацію в Києві, яка б максимально відтворювала Прип'ять.

Знімальна група намагалася відтворити картину руйнування світу: прекрасне покинуте місто, руїни будівель, старі телевізори, які ще пам'ятають щасливе життя людства. Таким чином був створений образ світу на порозі екологічної катастрофи. Відеоряд довершували кадри «Грінпіс», що зачіпають кілька головних екологічних проблем сучасності – промислове знищення мешканців морів і океанів, вирубування лісів, забруднення довкілля.
Образ співачки в кліпі максимально наближений до повсякденного одягу міської жительки: потерті джинси, кеди, футболка із Землею у вигляді серця і плащ. Вадим Лисиця каже:

Сюжет кліпу простий. Ми покажемо антураж повної розрухи. Використаємо кадри світових катастроф. Фінал буде гарним — Alyosha врятує маленького хлопчика. Забере його з руїн цього заводу.

Головну дитячу роль у відео співачки зіграв онук Дмитра Видріна, заступника секретаря Ради національної безпеки і оборони України Раїси Богатирьової, дворічний Кирило Копилець.
Відеокліп було презентовано 12 травня 2010 року.

## Гімн надії та пам'яті жертв радіаційних аварій та катастроф
Крім того, 26 квітня 2020 року, у зв'язку з Днем Чорнобильської трагедії, Міжнародним днем пам'яті жертв радіаційних аварій та катастроф, пісня «Sweet people» прозвучала на італійському радіо Rai Radio 1 .